# Andoins
Andoins is een gemeente in het Franse departement Pyrénées-Atlantiques (regio Nouvelle-Aquitaine) en telt 603 inwoners (2005). De plaats maakt deel uit van het arrondissement Pau.

## Geografie
De oppervlakte van Andoins bedraagt 12,2 km², de bevolkingsdichtheid is 49,4 inwoners per km².
De onderstaande kaart toont de ligging van Andoins met de belangrijkste infrastructuur en aangrenzende gemeenten.

## Demografie
Onderstaande figuur toont het verloop van het inwonertal (bron: INSEE-tellingen).